# Nell Truman
Frances Ellen 'Nell' Truman Robinson (* 12. Dezember 1945 in Loughton; † 8. April 2012 in Cambridge) war eine britische Tennisspielerin.

## Persönliches
Nell Truman wurde 1945 in der englischen Stadt Loughton im Epping Forest District als jüngstes Kind von Stanley, einem Wirtschaftsprüfer, und Aimee Truman geboren. Ihre ältere Schwester  war die Tennisspielerin Christine Truman.
Nach ihrem Schulabschluss in Caversham, einem Vorort von Reading, studierte sie Geographie am St Anne’s College in Oxford. Während ihrer Zeit am College erhielt sie Auszeichnungen aufgrund ihrer sportlichen Erfolge im Tennis und im Squash.
Am 7. Oktober 1972 heiratete Truman den Londoner Rechtsanwalt Christopher Robinson, mit dem sie einen Sohn und drei Töchter bekam. Im April 2012 starb Nell Truman an den Folgen eines Schlaganfalls.

## Karriere
Bei der Sommer-Universiade 1967 in Tokio gewann Truman die Goldmedaille im Tennis.
Ihr bestes Einzelresultat bei einem Grand-Slam-Turnier hatte sie, als sie 1969 bei den Wimbledon Championships das Achtelfinals erreichte, wo sie der Australierin Judy Tegart unterlag. Im Doppel verlor sie 1965 und 1969 an der Seite ihrer Schwester sowie 1970 mit Winnie Shaw jeweils das Viertelfinale. Ihr bestes Karriereergebnis hatte sie 1972 bei den French Open im Damendoppel. An der Seite ihrer Landsfrau Winnie Shaw spielte sie sich bis ins Finale, in dem sie sich Billie Jean King and Betty Stöve geschlagen geben mussten.
Nell Truman spielte zwischen 1965 und 1972 fünfmal für die britische Mannschaft bei Wightman Cup, einem Teamwettbewerb zwischen den Vereinigten Staaten und Großbritannien. Im Jahr 1968 stand es zwischen beiden Teams unentschieden, bevor Truman mit ihrer Schwester im Doppel die entscheidende Partie spielte. Durch einen Sieg konnte die britische Mannschaft das erste Mal seit 1960 den Wightman Cup gewinnen.
Im Februar 1968 gewann Truman die französischen Indoor-Meisterschaften in Paris. Bei den Alexandria Championships in Ägypten besiegte sie im Finale Olga Morosowa und gewann den Einzeltitel.
Im April 1968 waren die Truman-Schwestern die ersten Siegerinnen einer Veranstaltung der Open Era überhaupt, in der die Trennung zwischen Amateur- und Profitennis aufgehoben wurde. Sie gewannen den Doppeltitel bei den British Hard Court Championships in Bournemouth. Im Februar 1971 gewann sie die deutschen Indoor-Meisterschaften in Bremen, wo sie im Finale Heide Orth schlug.

## Finalteilnahmen bei Grand-Slam-Turnieren

### Doppel
| Nr. | Datum        | Turnier     | Belag | Partnerin   | Finalgegnerinnen             | Ergebnis |
| --- | ------------ | ----------- | ----- | ----------- | ---------------------------- | -------- |
| 1.  | 4. Juni 1972 | French Open | Sand  | Winnie Shaw | Billie Jean King Betty Stöve | 1:6, 2:6 |